# Louis Glineux
Louis Glineux fue un deportista belga que compitió en tiro con arco, en la modalidad de arco recurvo. Participó en los Juegos Olímpicos de París 1900, obteniendo una medalla de bronce en la prueba sur la perche à la pyramide.

## Palmarés internacional
| Juegos Olímpicos | Juegos Olímpicos | Juegos Olímpicos  | Juegos Olímpicos            |
| Año              | Lugar            | Medalla           | Prueba                      |
| ---------------- | ---------------- | ----------------- | --------------------------- |
| 1900             | París (Francia)  | Medalla de bronce | Sur la perche à la pyramide |